# Gouvernorat de Minya

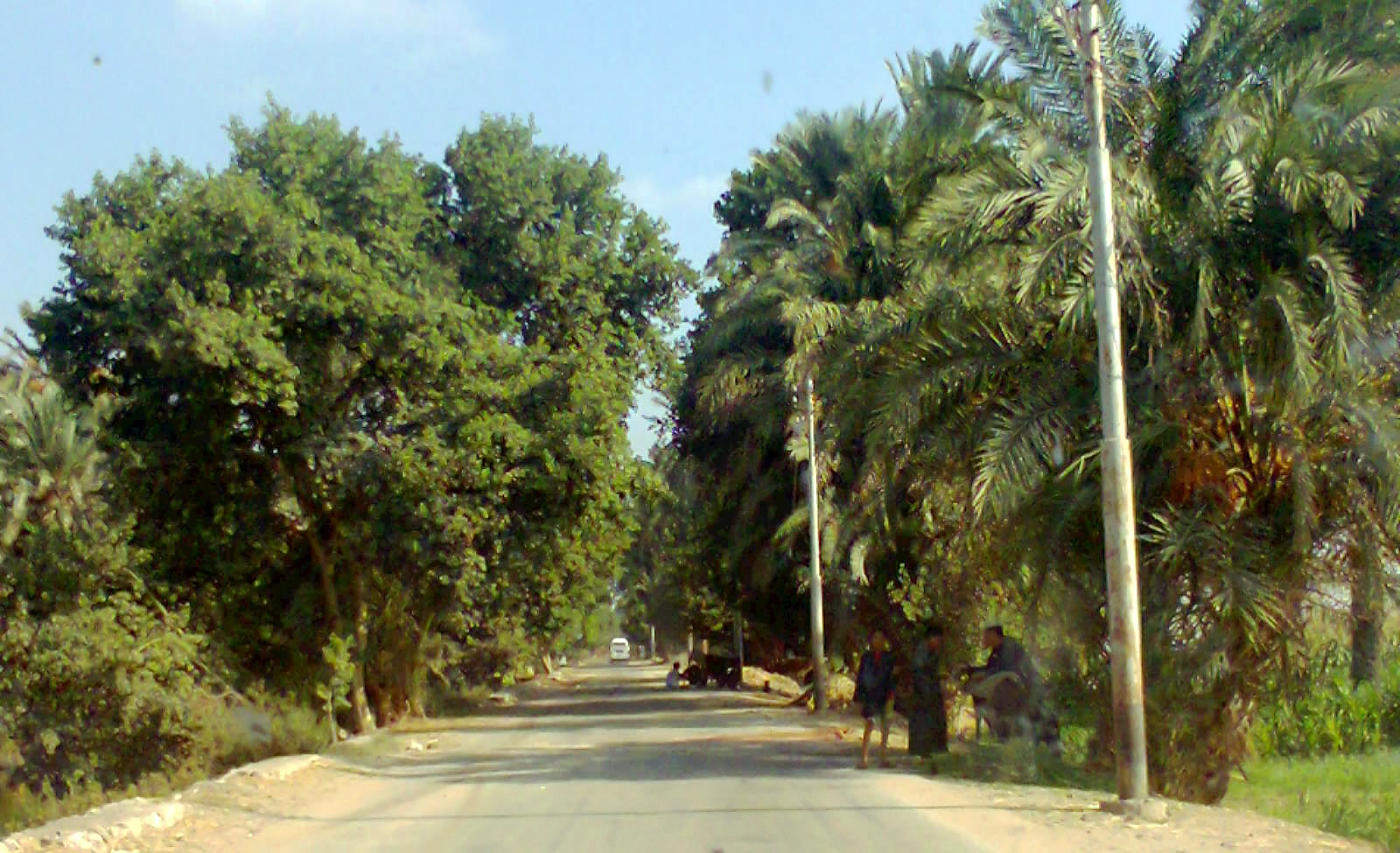
Route ombragée à Al Badraman.

Le gouvernorat de Minya est un gouvernorat de l'Égypte. Il se situe dans le centre du pays. Sa capitale est Al-Minya.
Parmi les sites intéressants, Oxyrhynque, Speos Artemidos, Hermopolis Magna, et sa nécropole Tounah el-Gebel.

## Économie
On y exploite des carrières de calcaire.

Exploitation des carrières de calcaire.
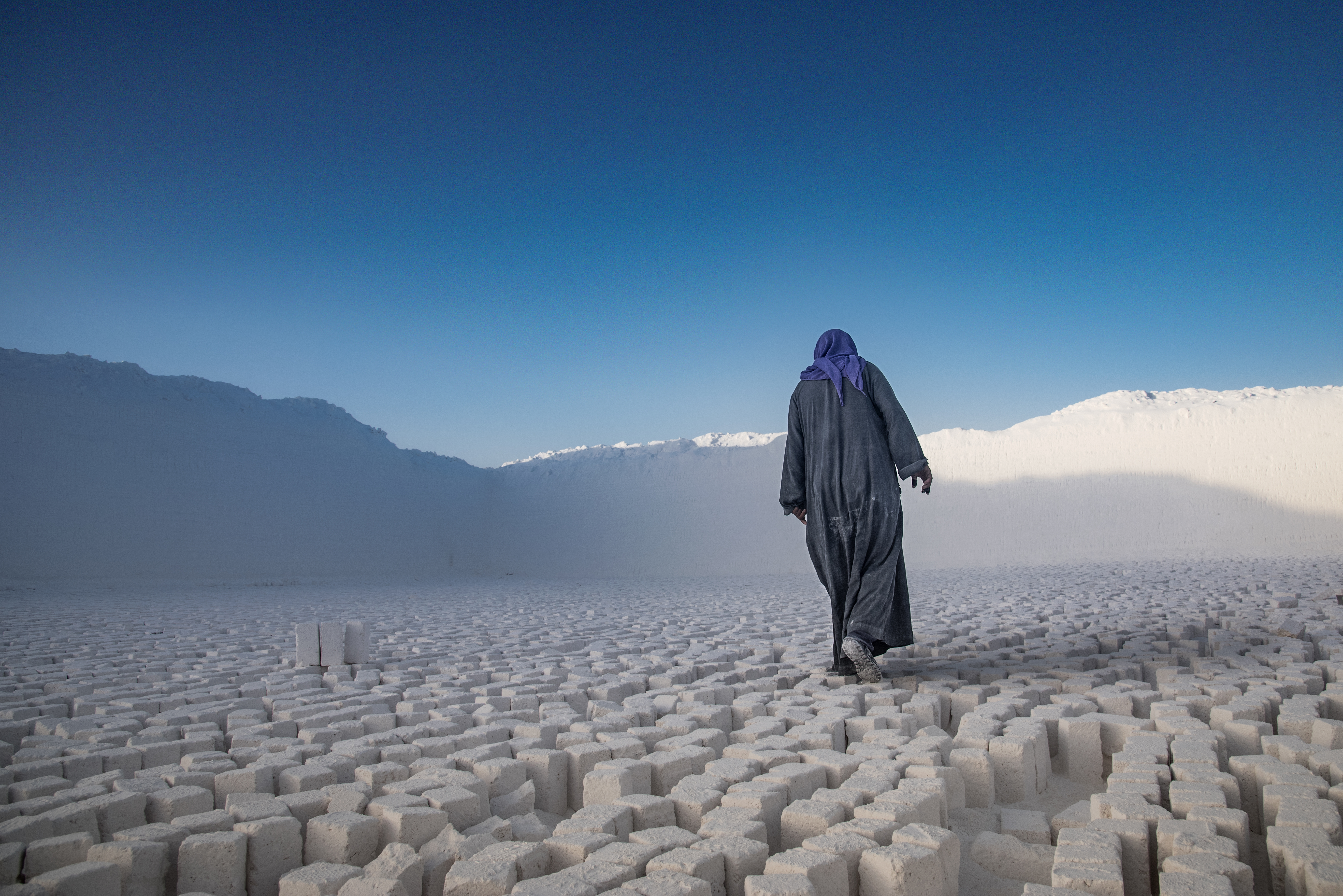
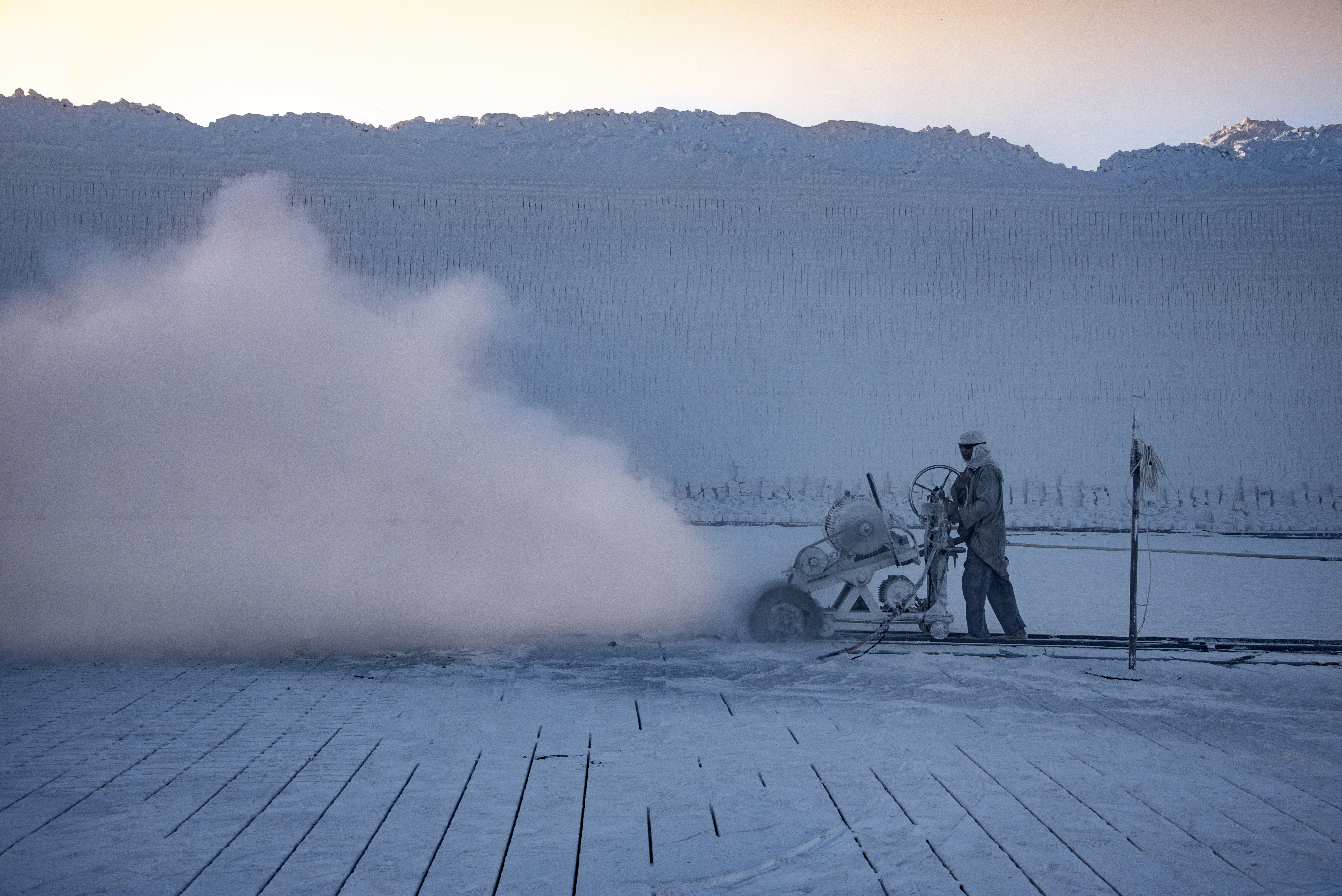
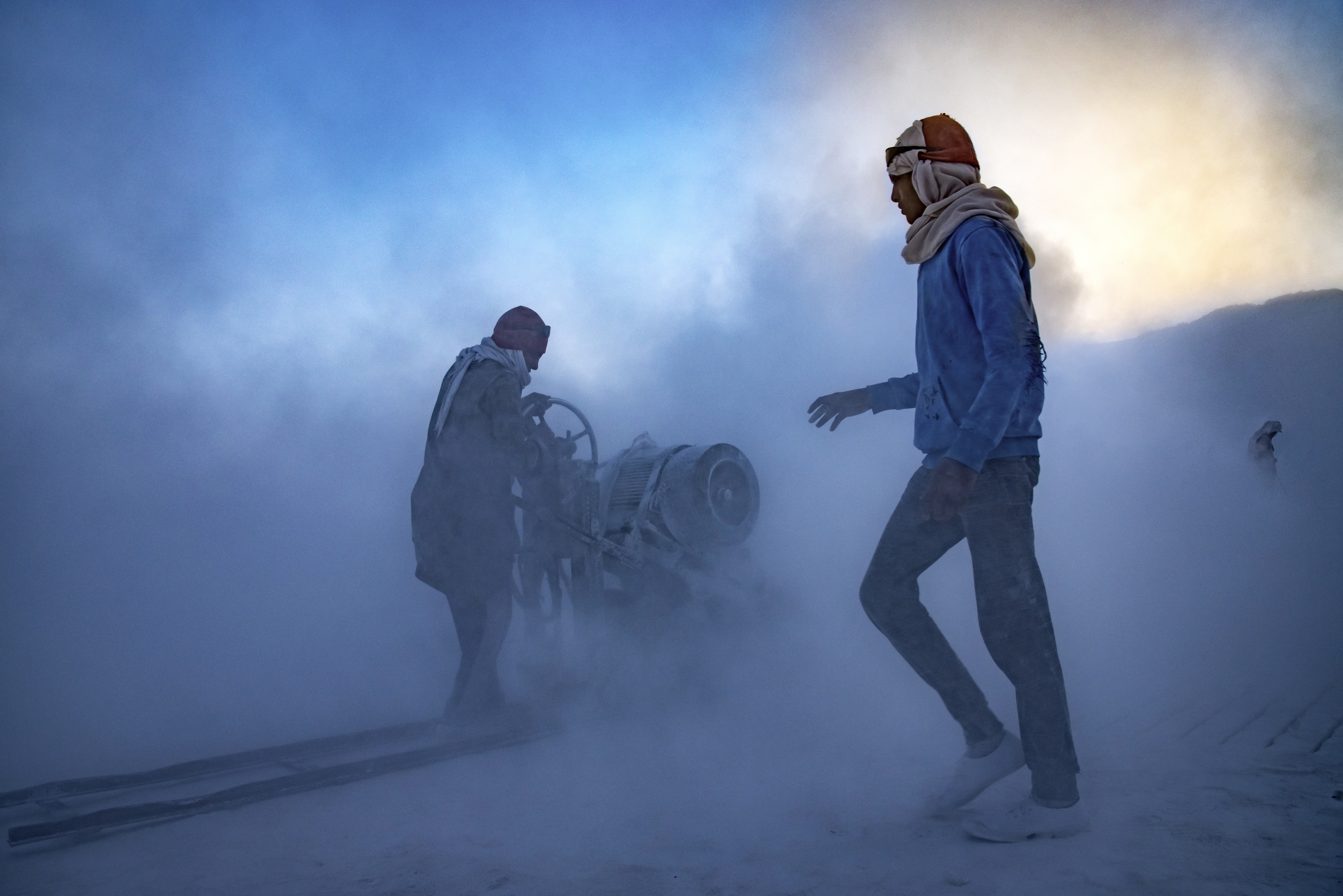
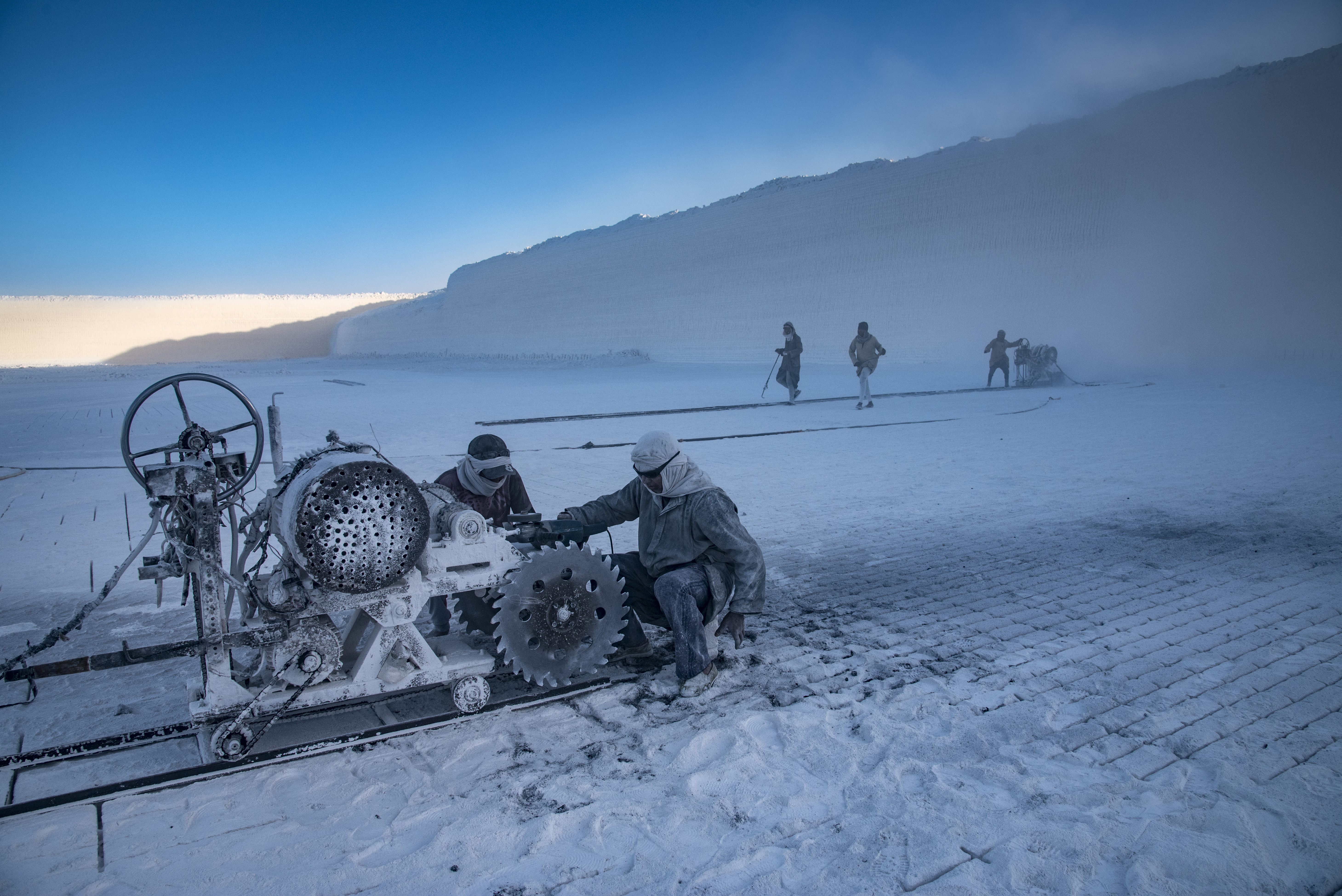
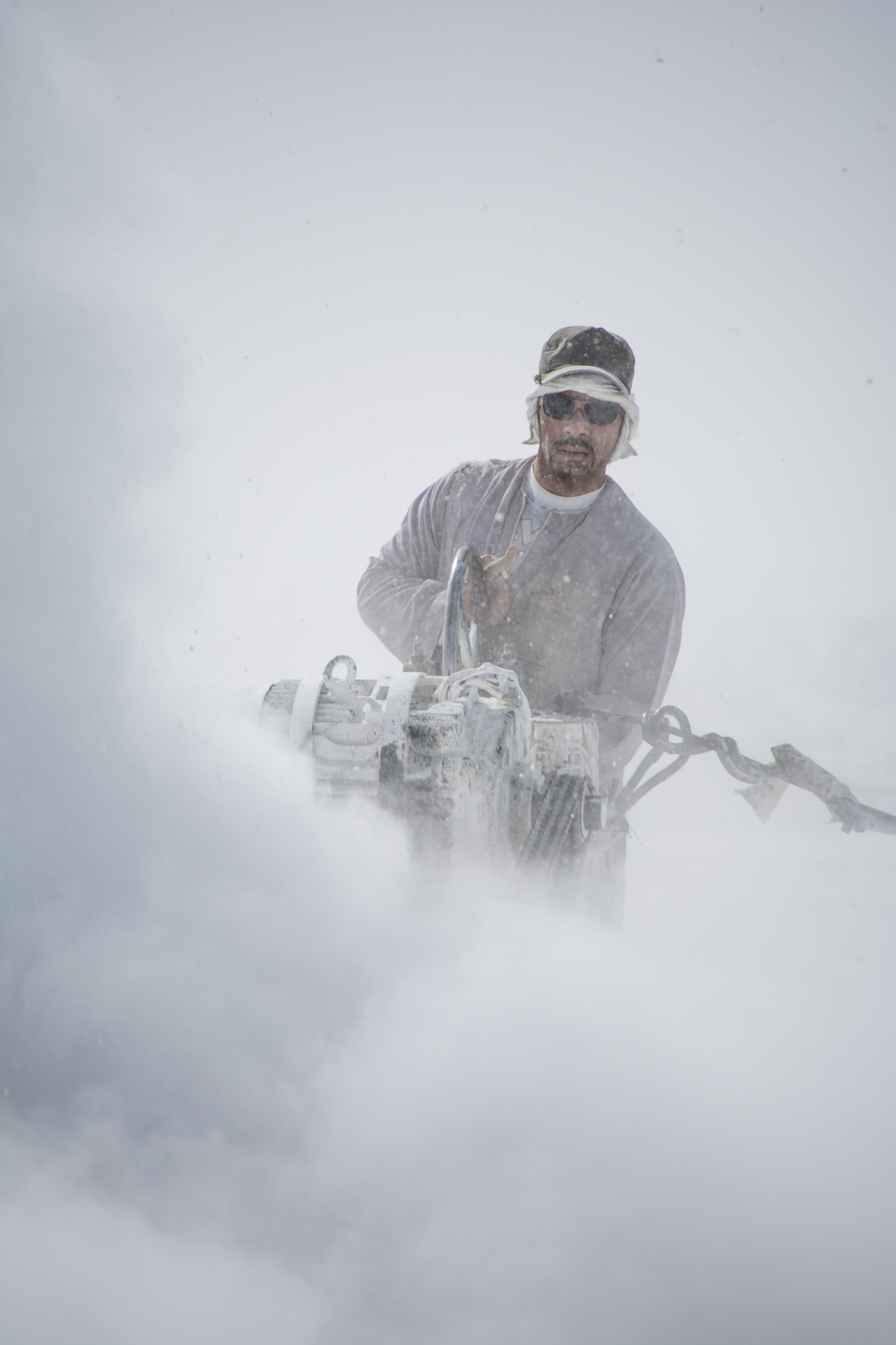
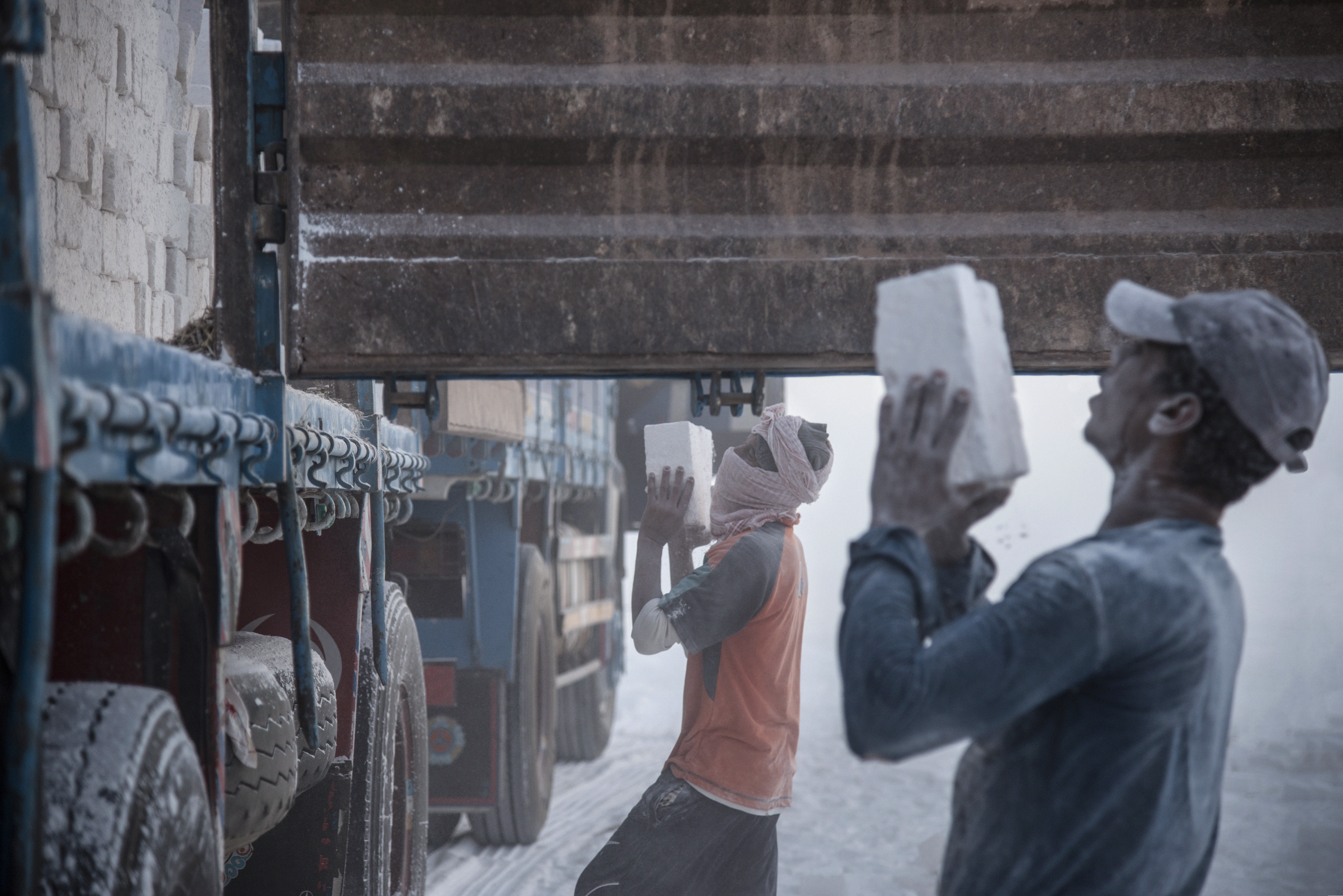